# Haki Toska
Haki Toska (* 8. Mai 1920 in Gjirokastra; † 1994) war ein albanischer Politiker der Partei der Arbeit Albaniens (PPSh).

## Biografie
Toska beteiligte sich während des Zweiten Weltkriegs von 1942 bis 1944 am kommunistischen antifaschistischen Unabhängigkeitskrieg und war zuletzt Politkommissar der 6. Brigade.
1954 wurde er erstmals Abgeordneter der Volksversammlung (Kuvendi Popullor) und als Vertreter des Kreises Gjirokastra gehörte er dieser von der dritten bis zum Ende der elften Wahlperiode 1991 an. Darüber hinaus war er Mitglied des Zentralkomitees (ZK) der PPSh.
Auf dem 3. Parteitag der PPSh wurde er im Juni 1956 zum Kandidaten des Politbüros sowie zugleich zum Sekretär des ZK der PPSh gewählt. Auf dem 4. Parteitag im Februar 1961 erfolgte seine Wahl zum Mitglied des Politbüros, dem er bis 1981 angehörte.
Im November 1966 gab er zunächst sein Amt als ZK-Sekretär ab, da er bereits am 18. März 1966 zusätzlich Stellvertretender Vorsitzender des Ministerrates in der Regierung von Ministerpräsident Mehmet Shehu wurde. Als solcher war er Leiter der albanischen Regierungsdelegation bei den Feierlichkeiten zum 20. Jahrestag zur Gründung der Volksrepublik China. Weitere Mitglieder der Delegation waren Xhafer Spahiu, ZK-Sekretär und Mitglied des Präsidiums der Volksversammlung, sowie Xhorxhi Robo, Kandidat des ZK der PPSh und Botschafter in der Volksrepublik China, Petro Olldashi, Kandidat des ZK der PPSh, Parteisekretär im Kreis Berat und Held der sozialistischen Arbeit, Xhemal Shehu, Offizier der Volksarmee und Lumturi Duro, Leiter der Landwirtschaftlichen Genossenschaft "Enver Hoxha" in Zharëz im Kreis Fier.
Das Amt des Vize-Ministerpräsidenten übte er bis zum 23. November 1970 aus. Dabei befasste er sich überwiegend mit Fragen der Landwirtschaft. Toska war danach erneut von November 1970 bis November 1976 Sekretär des ZK. Dabei tauschte er sein bisheriges Amt mit Xhafer Spahiu, der sich allerdings in der Folgezeit mit dem Thema Industrie befasste.
Im Anschluss wurde er am 13. November 1976 als Nachfolger von Lefter Goga wiederum Mitglied des Kabinetts von Mehmet Shehu und hatte dort bis zum 14. Januar 1982 das Amt des Finanzministers inne. Nachfolger als Finanzminister wurde Qirjako Mihali.